# Cardinal limite
En mathématiques et en particulier en théorie des ensembles, un cardinal limite est un type particulier de nombre cardinal. Il en existe deux définitions, une "faible" et l'autre "forte", qu'il faut distinguer selon le contexte.
Un nombre cardinal {\textstyle \lambda } est un cardinal faiblement limite si ce n'est ni 0, ni un cardinal successeur. Ceci signifie qu'on ne peut pas "accéder" à {\textstyle \lambda } par une opération de succession sur les cardinaux, c'est-à-dire que {\displaystyle \lambda } ne s'écrit pas sous la forme {\displaystyle \aleph _{\alpha +1}}. 
Un cardinal {\displaystyle \lambda } non nul est dit fortement limite s'il ne peut pas être atteint par applications successives de l'opération "ensemble des parties de". Autrement dit, quel que soit le cardinal {\displaystyle \kappa <\lambda }, on a {\displaystyle 2^{\kappa }<\lambda }. Un tel cardinal est nécessairement limite au sens faible puisqu'on a toujours {\displaystyle \aleph _{\alpha }<\aleph _{\alpha +1}} et {\displaystyle \aleph _{\alpha +1}\leq 2^{\aleph _{\alpha }}}.
Le premier cardinal infini {\displaystyle \aleph _{0}} est fortement limite puisque l'ensemble des parties de tout ensemble fini est fini.

## Construction
On peut construire des cardinaux faiblement limites simplement en prenant {\displaystyle \aleph _{\alpha }} avec {\displaystyle \alpha } un ordinal limite, comme {\displaystyle \omega ,\omega ^{2}} ou encore {\displaystyle \epsilon _{0}}, avec {\displaystyle \omega } le premier ordinal infini.
Pour obtenir des cardinaux fortement limite, on peut utiliser les nombres Beth ({\displaystyle \beth }) définis par induction :{\displaystyle {\begin{cases}\beth _{0}=\aleph _{0}\\\beth _{\alpha +1}=2^{\beth _{\alpha }}&{\text{si }}\alpha {\text{ est un ordinal}}\\\beth _{\lambda }=\bigcup _{\alpha <\lambda }{\beth _{\alpha }}&{\text{si }}\lambda {\text{ est un ordinal limite}}\end{cases}}}On remarque alors que pour tout ordinal limite {\displaystyle \lambda }, le cardinal {\displaystyle \beth _{\lambda }} sera fortement limite, puisque pour tout {\displaystyle \kappa <\beth _{\lambda }}, il existe {\displaystyle \alpha <\lambda } tel que {\displaystyle \kappa <\beth _{\alpha }} donc {\displaystyle 2^{\kappa }<2^{\beth _{\alpha }}=\beth _{\alpha +1}<\beth _{\lambda }}. Il existe donc des cardinaux fortement limites aussi grands qu'on le souhaite.

## Cas particuliers
Si l'on suppose l'axiome du choix (AC), tous les cardinaux infinis sont des alephs. Dans ce cas, les cardinaux faiblement limites sont exactement ceux s'écrivant {\displaystyle \aleph _{\lambda }} avec {\displaystyle \lambda } un ordinal limite. Sinon, il faut aussi rajouter les cardinaux infinis qui ne sont pas des alephs, c'est-à-dire ceux qui ne sont en bijection avec aucun ordinal. Si l'axiome du choix est faux, de tels cardinaux existent puisque le contraire du théorème de Zermelo est vrai.
En supposant l'hypothèse généralisé du continu (GCH), c'est-à-dire que pour tout cardinal {\displaystyle \kappa }, il n'existe pas de cardinal {\displaystyle \mu } tel que {\displaystyle \kappa <\mu <2^{\kappa }}alors un cardinal faiblement limite est toujours fortement limite. En effet, GCH implique que tous les cardinaux infinis sont des alephs (Sierpiński). Ainsi, si un cardinal {\displaystyle \lambda } n'est pas fortement limite, il existe un ensemble {\displaystyle \kappa <\lambda } tel que {\displaystyle \lambda \leq 2^{\kappa }}, donc d'après GCH, {\displaystyle \lambda =2^{\kappa }} et c'est le cardinal successeur de {\displaystyle \kappa }.

## Cardinaux inaccessibles
Ces notions servent à définir les notions de cardinaux inaccessibles. Intuitivement, un cardinal est inaccessible si l'on ne peut pas le construire à partir de cardinaux plus petits. Un cardinal faiblement limite est donc inaccessible avec l'opération "successeur" et un cardinal fortement limite est inaccessible avec l'opération "ensemble des parties de". De la même manière, un cardinal régulier est inaccessible avec l'opération d'union. Ces notions combinées définissent donc l'inaccessibilité (faible ou forte) des cardinaux.